# Synagoge (Ciechanowiec)
Koordinaten: 52° 40′ 40,8″ N, 22° 29′ 49,2″ O

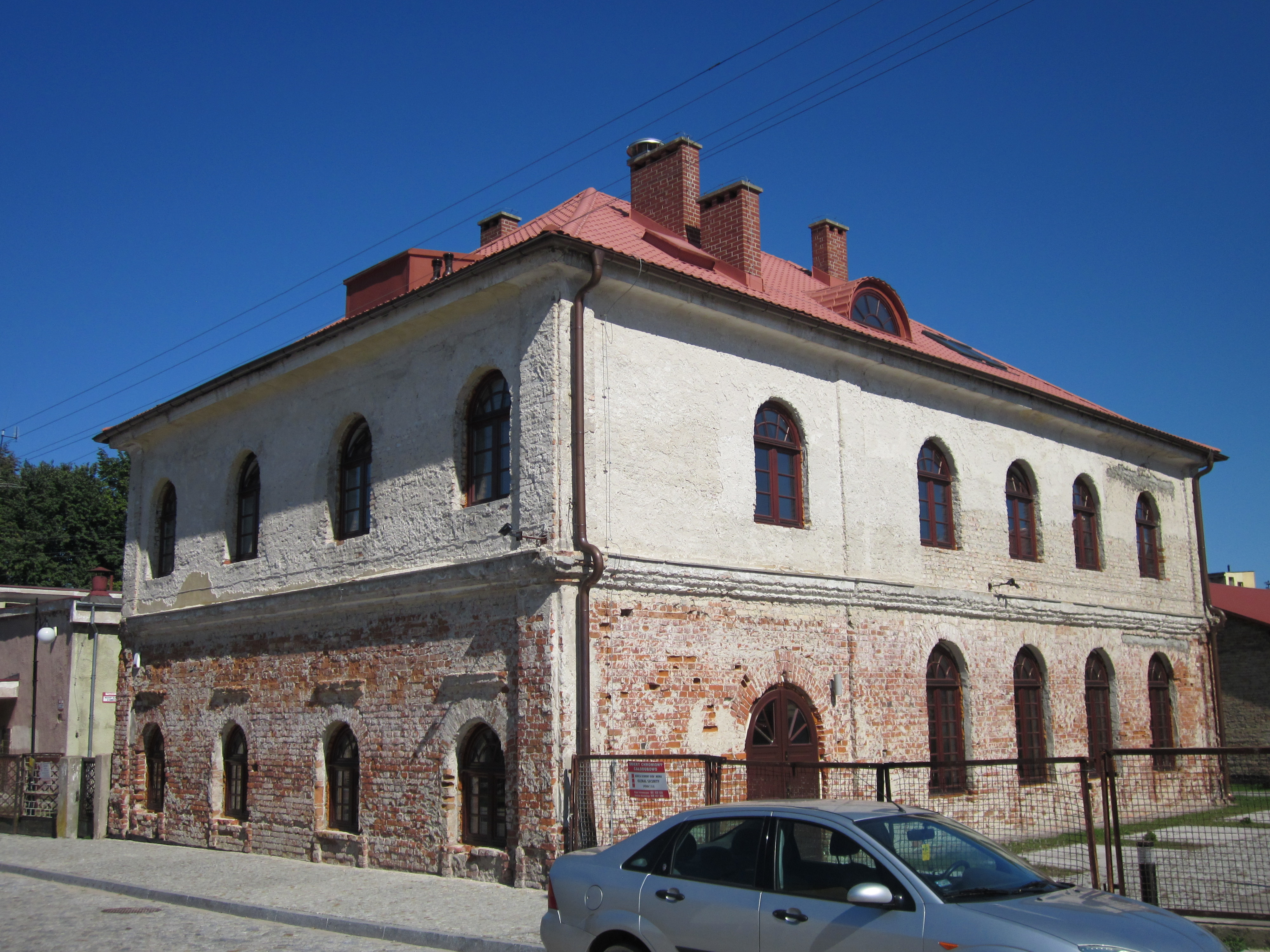
Synagoge in Ciechanowiec

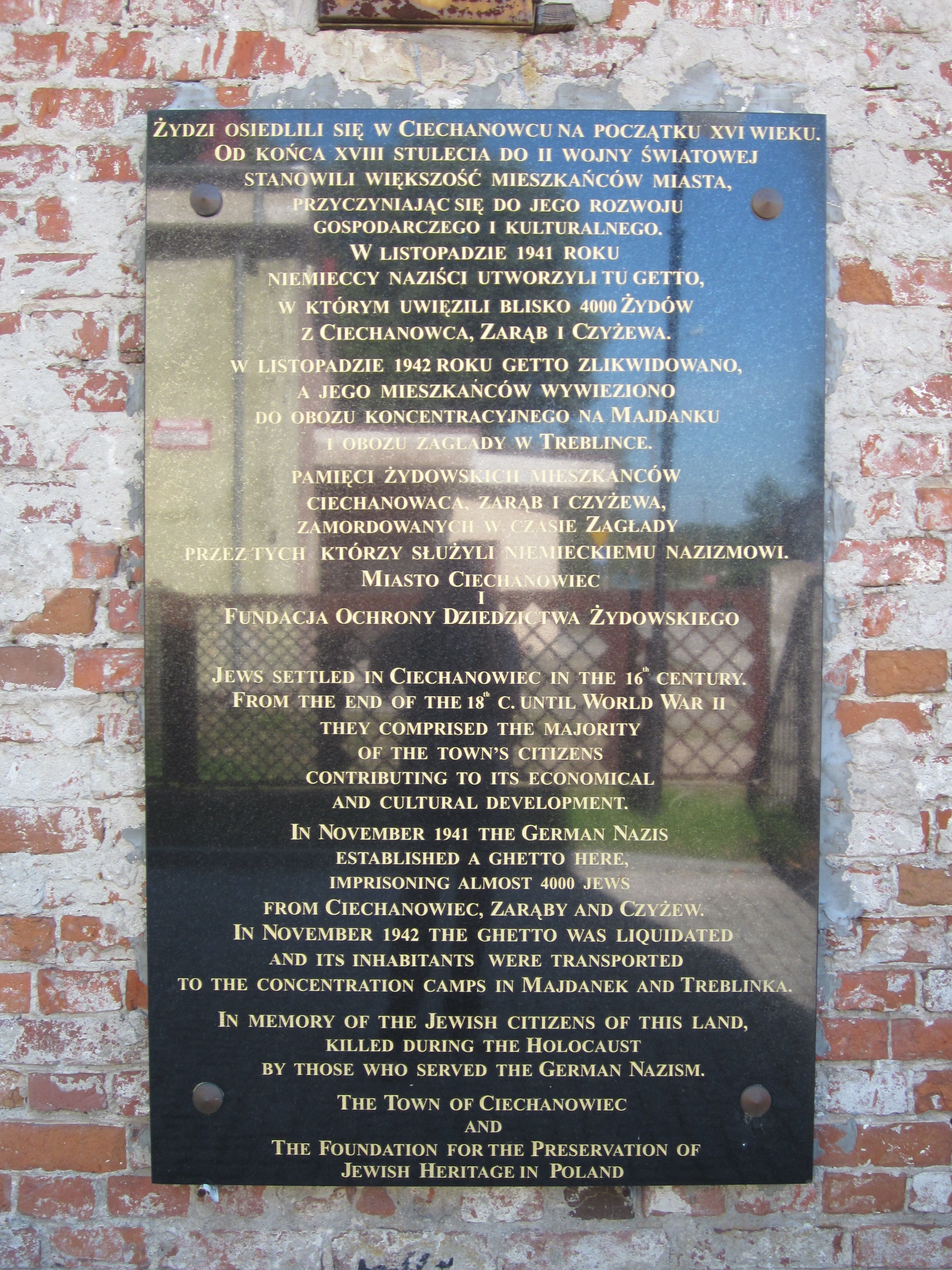
Gedenktafel an der Synagoge

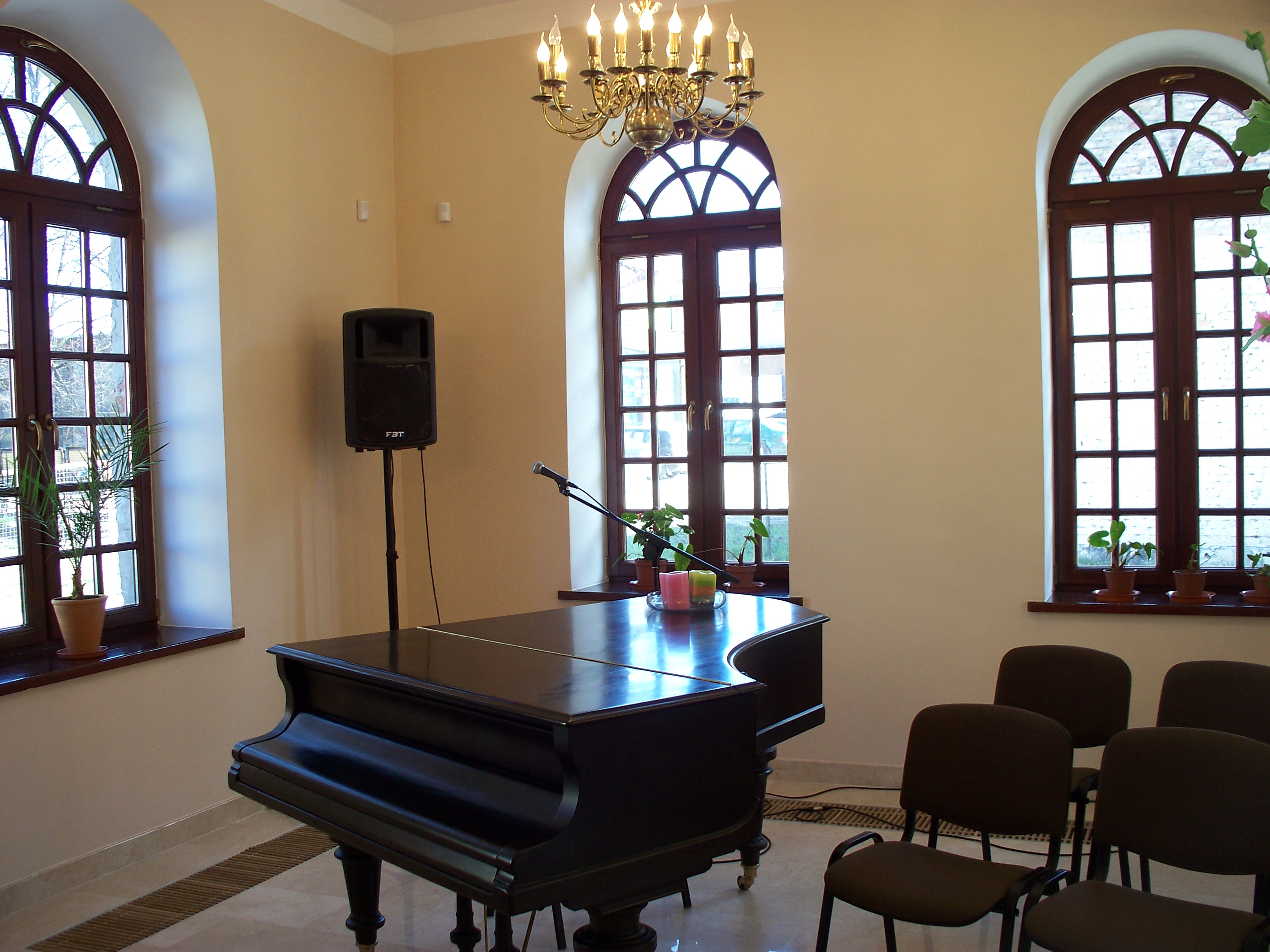
Innenansicht

Die Synagoge in Ciechanowiec, einer Stadt in der Woiwodschaft Podlachien (Polen), wurde in den 1870er Jahren errichtet. Die profanierte Synagoge befindet sich an der Adresse ulicy Mostowej 6. Die ehemalige Synagoge ist seit 1981 ein geschütztes Baudenkmal.

## Geschichte
In der Stadt Ciechanowiec lebten 1939 vor Beginn des Zweiten Weltkriegs etwa 6000 Juden. Im November 1941, während des Holocausts, errichteten hier die deutschen Besatzer ein Ghetto, in dem fast 4000 Juden gefangen gehalten wurden. Das Ghetto wurde im November 1942 liquidiert, die Insassen wurden in die Vernichtungslager Majdanek und Treblinka deportiert und dort ermordet. Die Synagoge wurde zweckentfremdet. Ab 1989 wurde sie renoviert und wird für kulturelle Veranstaltungen genutzt.